# لونغ تشنغ
لونغ تشنغ (بالصينية: 龙成) (22 مارس 1995 في الصين - ) هو لاعب كرة قدم صيني في مركز الدفاع. لعب مع نادي هينان جيانيي ونادي ووهان.

## وصلات خارجية
- لونغ تشنغ على موقع قاعدة بيانات كرة القدم.إي يو (الإنجليزية)
- لونغ تشنغ على موقع Soccerway.com (الإنجليزية)